# Petit-Clairvaux
Le Petit-Clairvaux est un édifice situé à Bar-sur-Aube, en France.

## Localisation
L'édifice est situé sur la commune de Bar-sur-Aube, dans le département français de l'Aube.

## Historique
L'abbaye de Clairvaux possédait dans la ville plusieurs maisons. L'une d'entre elles se trouvait près de l'église Saint-Pierre, dans la rue de l’Épicerie ; c'est là que venaient se loger les moines de Clairvaux de passage mais aussi les officiers qui géraient les biens de l'abbaye sur le finage. Le bâtiment abritait aussi une forge, nommée Fourneaux des Dhuits
Il en reste surtout une cave du XIIe siècle, voûtée sur ogives de deux nefs à trois travées.
L'édifice est inscrit au titre des monuments historiques en 1972.
De nos jours[Quand ?], ce lieu est un restaurant qui se nomme « Le cellier aux moines ».